# 九劃管

0至9的顯示範例

九劃管（英語：Nine-segment display）為一種藉由九段可開關的發光二極體管以不同圖像組合來顯示數字的電子元件，是從七劃管衍生而來，並於上、中、下三段中間多出兩段垂直或從右上到左下對角的管，提供了最小的英數字元顯示方法。
一些1970年代俄羅斯製計數機，如Elektronika 4-71b，就使用了九劃管顯示基本的英數字元，其中額外的兩段管向前傾斜，可以恰當地顯示西里爾字母「И」，以及把數字「3」與西里爾字母「З」區分開。而夏普公司Compet計數機也使用了九劃管顯示，可供顯示小範圍字元和符號。
九劃管顯示也在不少Timex的數碼手錶和一些傳呼機用上，如Nixxo XPage（页面存档备份，存于）、Arch BR502和Scope Geo N8T，另外還有部份Epson Stylus系列打印機和Newport iSeries數碼計量器（页面存档备份，存于）。其中在iSeries用到的九劃管顯示採用了一種獨特的設計，在上中段中間的額外段為垂置置中，在中下段中間的額外段則為從左上到右下的域內對角，能更自然地顯示字母如「R」、「M」和「N」。而Burroughs Panaplex（页面存档备份，存于）則有商業量產九劃管顯示器。
在九劃管中顯示的字母並沒必要一貫地以大楷或細楷呈現，其中一個常見的折衷位是以小楷「n」代替大楷「N」。取決於顯示段管的設計，即使用得上額外的兩段管也會避免使用，如在Nixxo XPage的高身小楷字母「r」和「y」；而Scope Geo N8T更不允許使用字母「J」、「K」、「Q」、「W」、「X」、「Y」和「Z」，也許是為了避免上述棘手的矛盾。
此外，九劃管亦已開發作顯示孟加拉語文字和羅馬數字。